# Lasiophrys latifrons
Lasiophrys latifrons là một loài bọ cánh cứng trong họ Cerambycidae.